# Cycliocyclus asworthi
Cycliocyclus asworthi är en rundmaskart. Cycliocyclus asworthi ingår i släktet Cycliocyclus, och familjen Strongylidae. Arten är reproducerande i Sverige.